# Représentations diplomatiques de la Géorgie

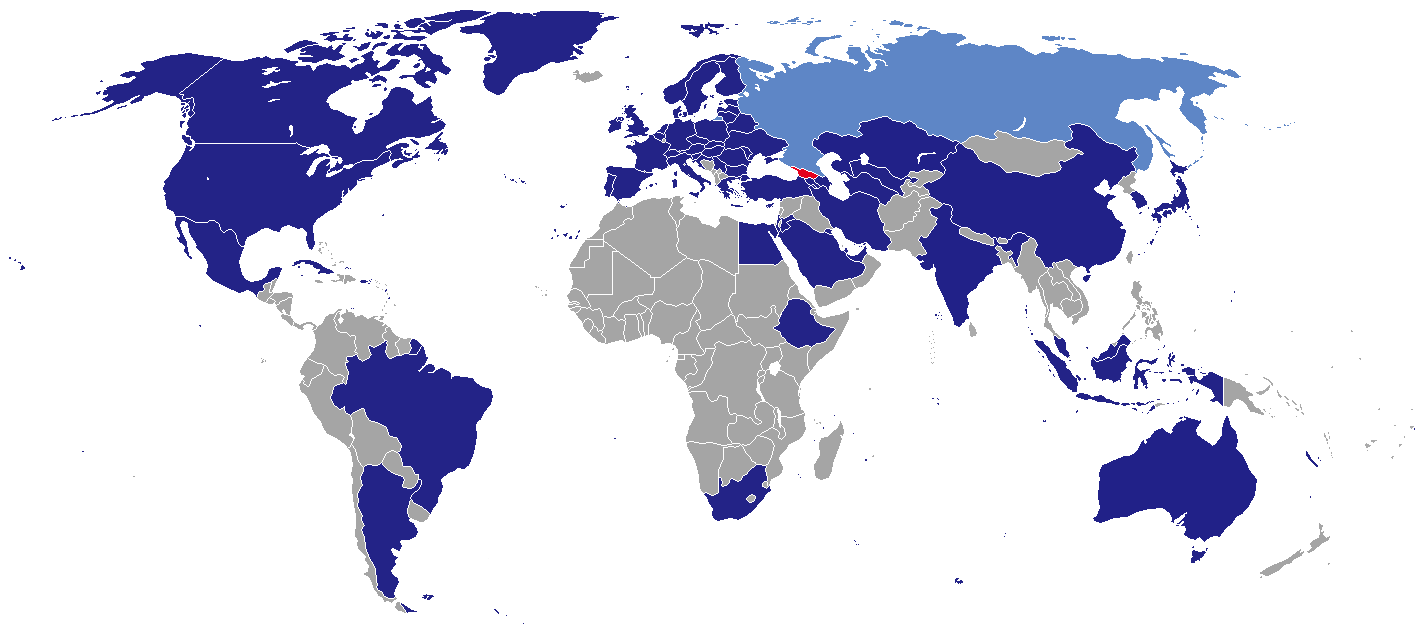
États accueillant des représentations diplomatiques de la Géorgie.

Ceci est une liste des représentations diplomatiques de la Géorgie.
L'emplacement de la Géorgie, nichée entre la mer Noire, la Russie et la Turquie, la rend stratégiquement importante. Le pays se développe comme la porte d'entrée de la mer Noire vers le Caucase et la grande région caspienne, mais sert également de tampon entre la Russie et la Turquie. La Géorgie entretient une relation longue et tumultueuse avec la Russie, mais elle tend la main à ses autres voisins et se tourne vers l'Occident à la recherche d'alternatives et d'opportunités. Elle a signé un accord de partenariat et de coopération avec l'Union européenne, participe au Partenariat pour la paix et encourage les investissements étrangers. La France, l'Allemagne, la Corée du Sud, le Royaume-Uni et les États-Unis possèdent tous des ambassades à Tbilissi. Entre 2004 et 2008, la Géorgie cherche à devenir membre de l'OTAN, mais ne réussit pas face à une forte opposition russe,.
La Géorgie est membre des Nations unies, du Conseil de l'Europe et de l'OSCE. En raison de sa situation stratégique, la Géorgie se trouve à la fois dans les sphères d'influence russe et américaine, cependant, les relations de la Géorgie avec la Russie sont à leur point le plus bas depuis 1921 en raison de controverses concernant l'espionnage et la guerre russo-géorgienne. En conséquence, la Géorgie a rompu ses relations diplomatiques avec la Russie et a quitté la Communauté des États indépendants. De 2008 à 2012, la Géorgie a établi des relations diplomatiques avec environ 50 États,.

## Représentations actuelles

### Afrique
| Pays hôte      | Ville hôte  | Représentation | Accréditation |
| -------------- | ----------- | -------------- | ------------- |
| Afrique du Sud | Pretoria    | Ambassade      |               |
| Égypte         | Le Caire    | Ambassade      |               |
| Éthiopie       | Addis-Abeba | Ambassade      |               |

### Amérique
| Pays hôte  | Ville hôte    | Représentation   | Accréditation       |
| ---------- | ------------- | ---------------- | ------------------- |
| Argentine  | Buenos Aires  | Ambassade        |                     |
| Brésil     | Brasilia      | Ambassade        | - Trinité-et-Tobago |
| Canada     | Ottawa        | Ambassade        |                     |
| Cuba       | La Havane     | Ambassade        |                     |
| États-Unis | Washington    | Ambassade        |                     |
| États-Unis | New York      | Consulat général |                     |
| États-Unis | San Francisco | Consulat général |                     |
| Mexique    | Mexico        | Ambassade        |                     |

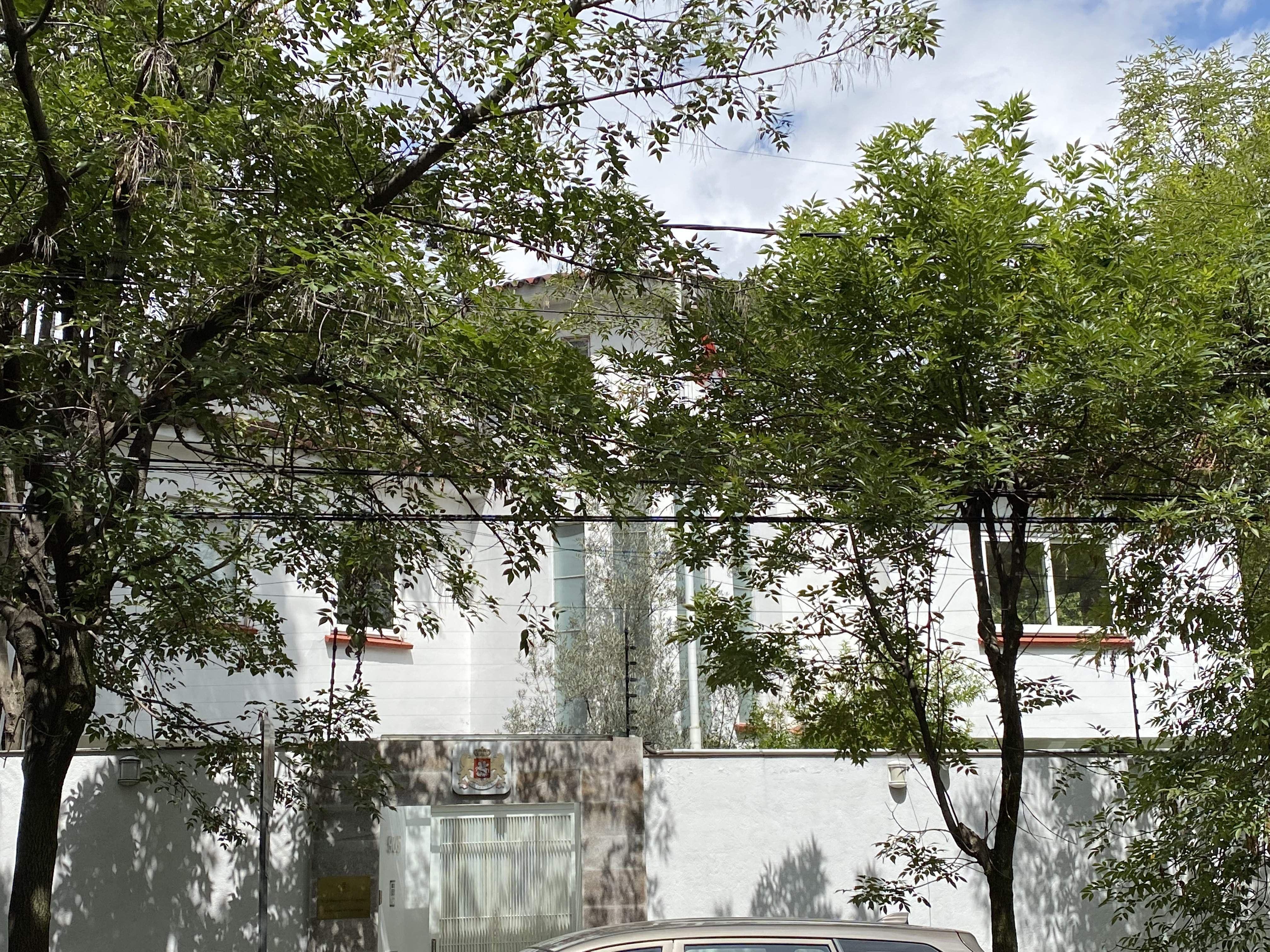
Ambassade à Mexico.
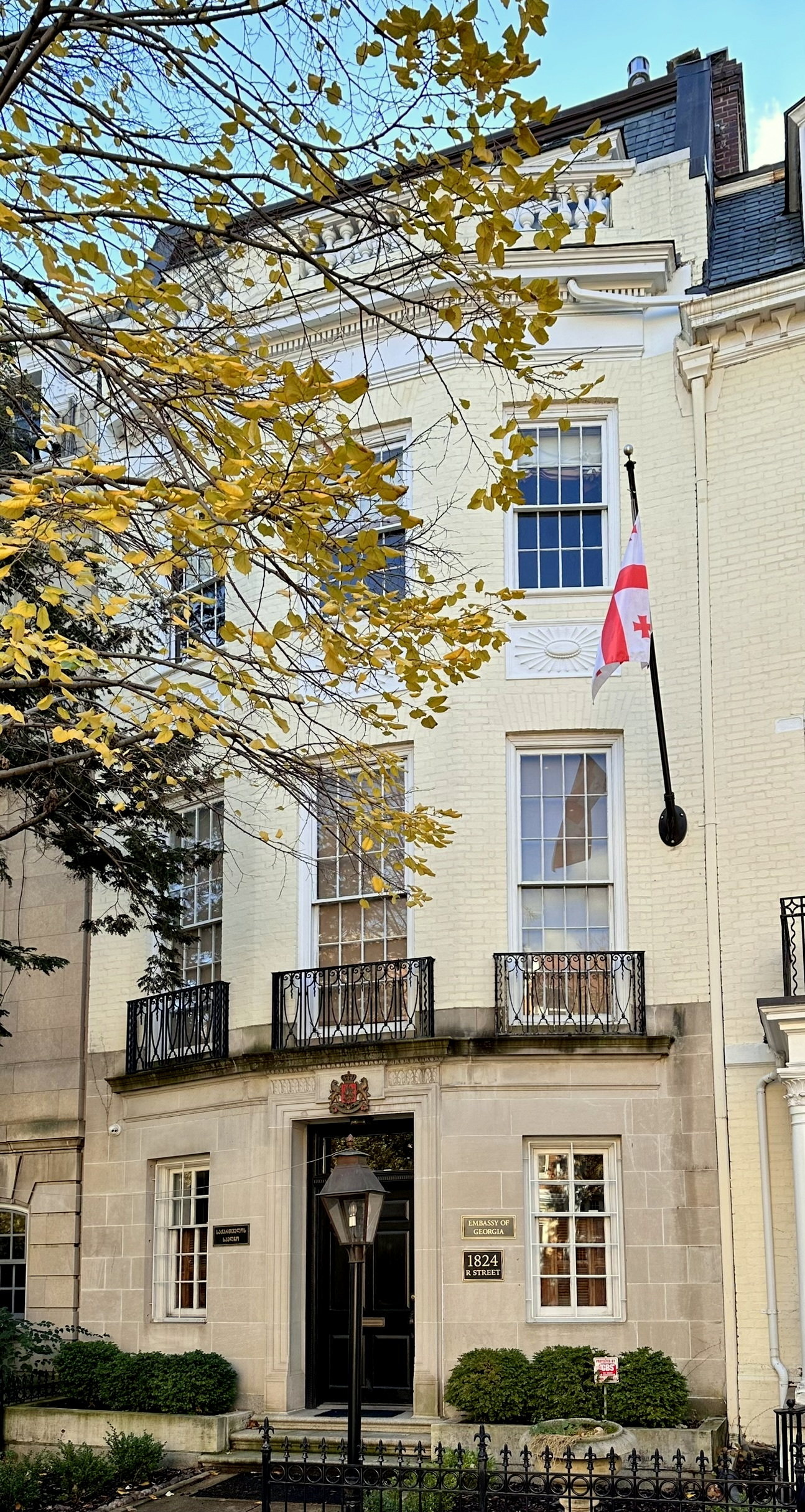
Ambassade à Washington.

### Asie
| Pays hôte           | Ville hôte     | Représentation   | Accréditation    |
| ------------------- | -------------- | ---------------- | ---------------- |
| Arabie saoudite     | Riyad          | Ambassade        |                  |
| Arménie             | Erevan         | Ambassade        |                  |
| Azerbaïdjan         | Bakou          | Ambassade        |                  |
| Azerbaïdjan         | Gandja         | Consulat général |                  |
| Chine               | Pékin          | Ambassade        |                  |
| Corée du Sud        | Séoul          | Ambassade        |                  |
| Émirats arabes unis | Abou Dabi      | Ambassade        |                  |
| Inde                | New Delhi      | Ambassade        |                  |
| Indonésie           | Jakarta        | Ambassade        | - Timor oriental |
| Iran                | Téhéran        | Ambassade        |                  |
| Israël              | Tel Aviv-Jaffa | Ambassade        |                  |
| Japon               | Tokyo          | Ambassade        |                  |
| Jordanie            | Amman          | Ambassade        |                  |
| Kazakhstan          | Astana         | Ambassade        | - Kirghizistan   |
| Koweït              | Koweït         | Ambassade        |                  |
| Malaisie            | Kuala Lumpur   | Ambassade        |                  |
| Ouzbékistan         | Tachkent       | Ambassade        |                  |
| Qatar               | Doha           | Ambassade        |                  |
| Turquie             | Ankara         | Ambassade        |                  |
| Turquie             | Istanbul       | Consulat général |                  |
| Turquie             | Trabzon        | Consulat général |                  |
| Turkménistan        | Achgabat       | Ambassade        |                  |

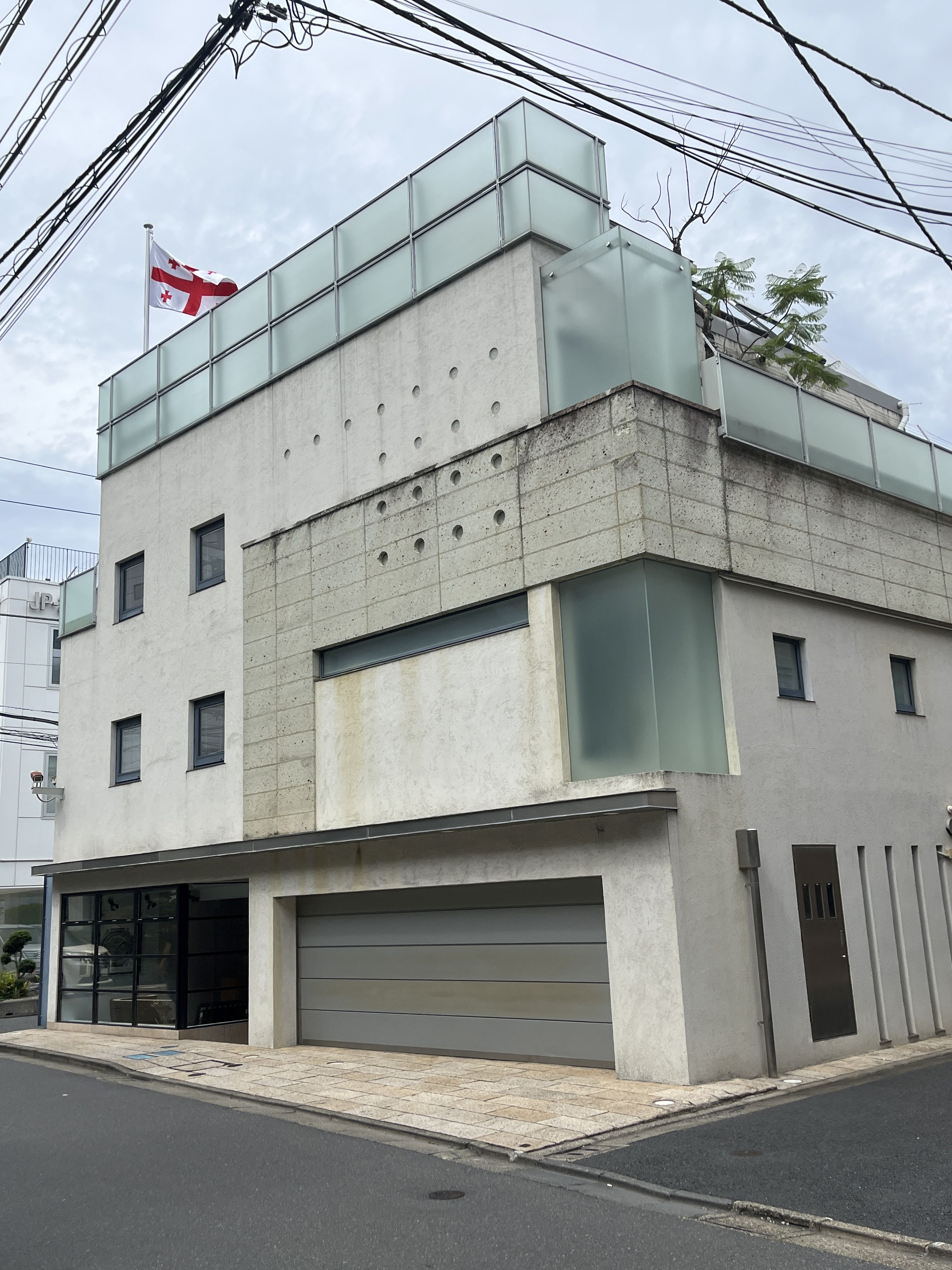
Ambassade à Tokyo.
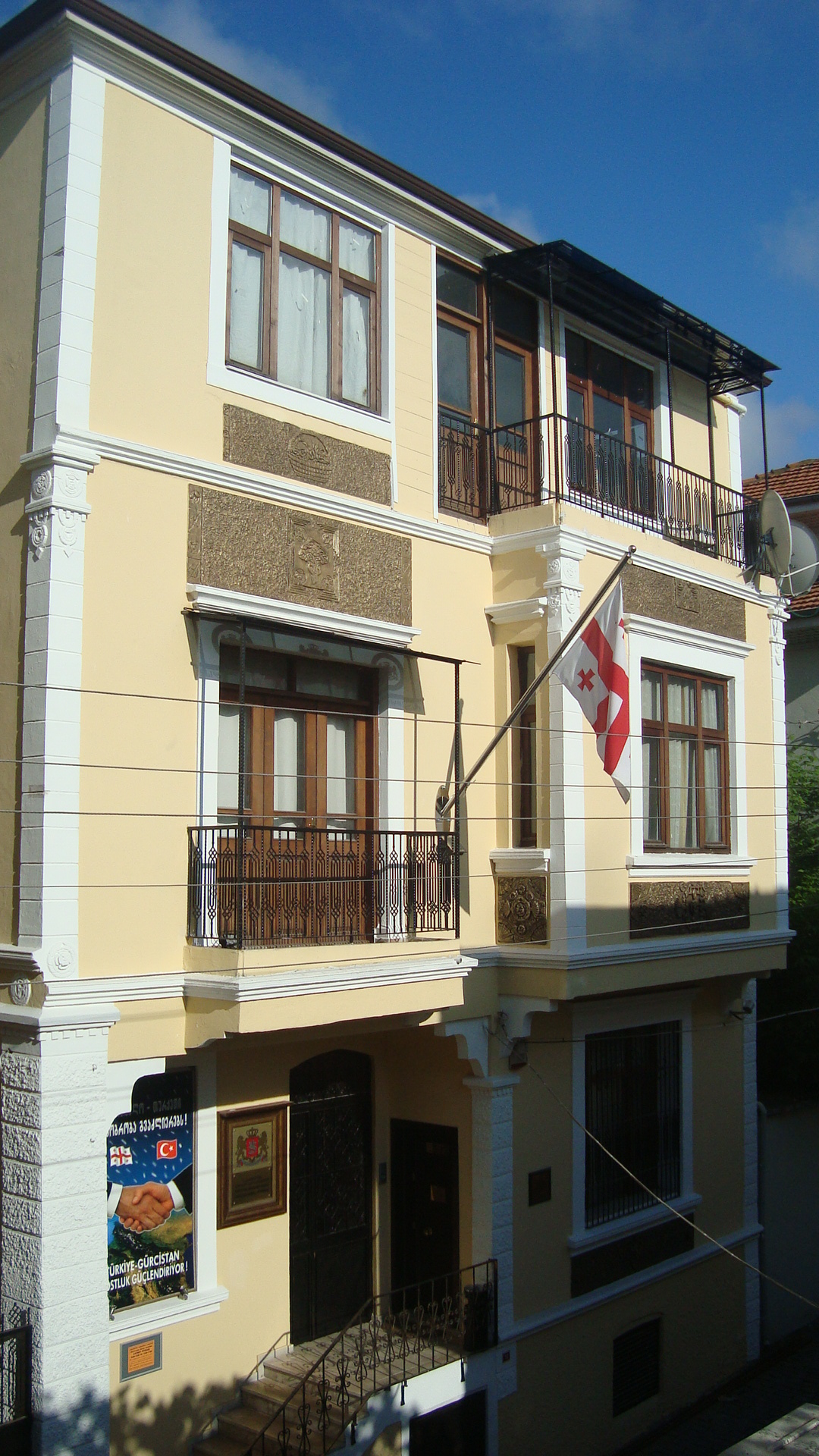
Consulat général à Trabzon.

### Europe
| Pays hôte          | Ville hôte    | Représentation        | Accréditation                                                         |
| ------------------ | ------------- | --------------------- | --------------------------------------------------------------------- |
| Allemagne          | Berlin        | Ambassade             |                                                                       |
| Autriche           | Vienne        | Ambassade             | - Organisation pour la sécurité et la coopération en Europe           |
| Belgique           | Bruxelles     | Ambassade             | - OTAN - Slovénie - Union européenne                                  |
| Biélorussie        | Minsk         | Ambassade             |                                                                       |
| Bulgarie           | Sofia         | Ambassade             |                                                                       |
| Chypre             | Nicosie       | Ambassade             |                                                                       |
| Croatie            | Zagreb        | Ambassade             |                                                                       |
| Danemark           | Copenhague    | Ambassade             |                                                                       |
| Espagne            | Madrid        | Ambassade             | - Algérie                                                             |
| Espagne            | Barcelone     | Consulat général      | - Algérie                                                             |
| Estonie            | Tallinn       | Ambassade             |                                                                       |
| Finlande           | Helsinki      | Ambassade             |                                                                       |
| France             | Paris         | Ambassade             | - Organisation de coopération et de développement économiques         |
| Grèce              | Athènes       | Ambassade             | - Serbie                                                              |
| Grèce              | Thessalonique | Consulat général      | - Serbie                                                              |
| Hongrie            | Budapest      | Ambassade             |                                                                       |
| Irlande            | Dublin        | Ambassade             |                                                                       |
| Italie             | Rome          | Ambassade             | - Organisation des Nations unies pour l'alimentation et l'agriculture |
| Lettonie           | Riga          | Ambassade             |                                                                       |
| Lituanie           | Vilnius       | Ambassade             |                                                                       |
| Moldavie           | Chișinău      | Ambassade             |                                                                       |
| Norvège            | Oslo          | Ambassade             |                                                                       |
| Pays-Bas           | La Haye       | Ambassade             |                                                                       |
| Pologne            | Varsovie      | Ambassade             |                                                                       |
| République tchèque | Prague        | Ambassade             |                                                                       |
| Roumanie           | Bucarest      | Ambassade             |                                                                       |
| Royaume-Uni        | Londres       | Ambassade             |                                                                       |
| Russie             | Moscou        | Section d'intérêt     |                                                                       |
| Serbie             | Belgrade      | Bureau de l'ambassade |                                                                       |
| Slovaquie          | Bratislava    | Ambassade             |                                                                       |
| Slovénie           | Ljubljana     | Ambassade             |                                                                       |
| Suède              | Stockholm     | Ambassade             |                                                                       |
| Suisse             | Berne         | Ambassade             |                                                                       |
| Ukraine            | Kiev          | Ambassade             |                                                                       |
| Ukraine            | Donetsk       | Consulat              |                                                                       |
| Ukraine            | Odessa        | Consulat              |                                                                       |
| Vatican            | Rome          | Ambassade             |                                                                       |

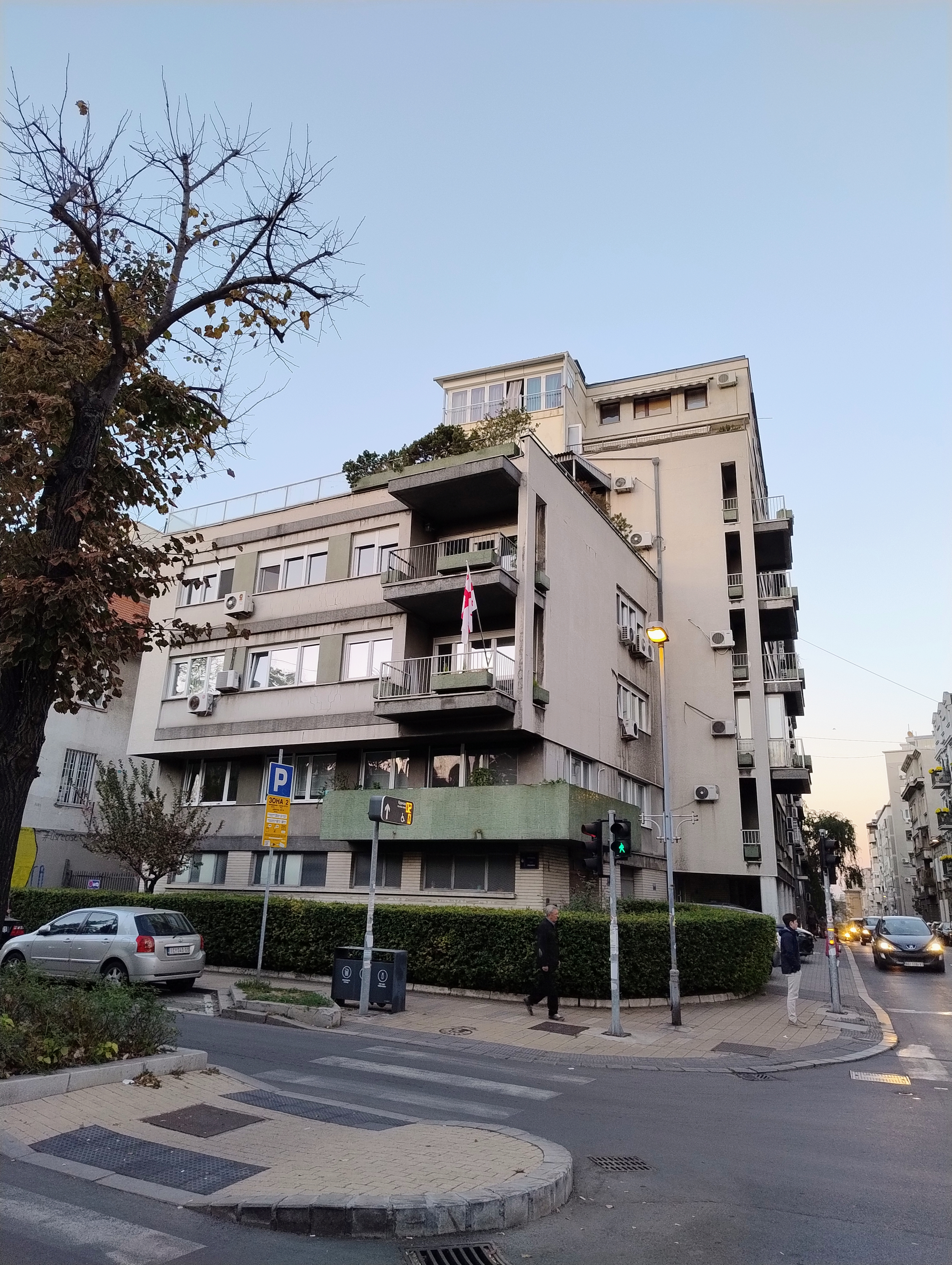
Ambassade à Belgrade.
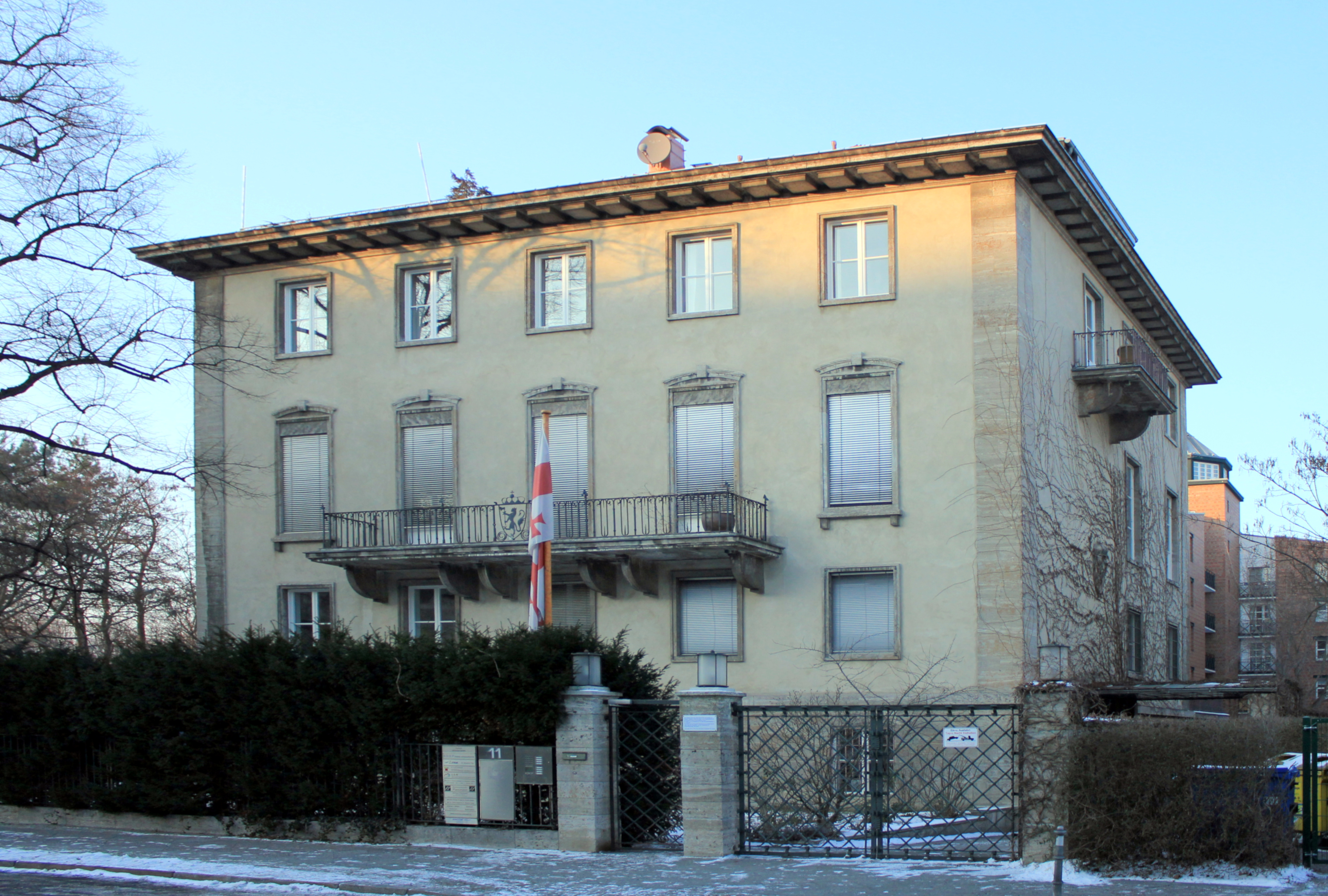
Ambassade à Berlin.
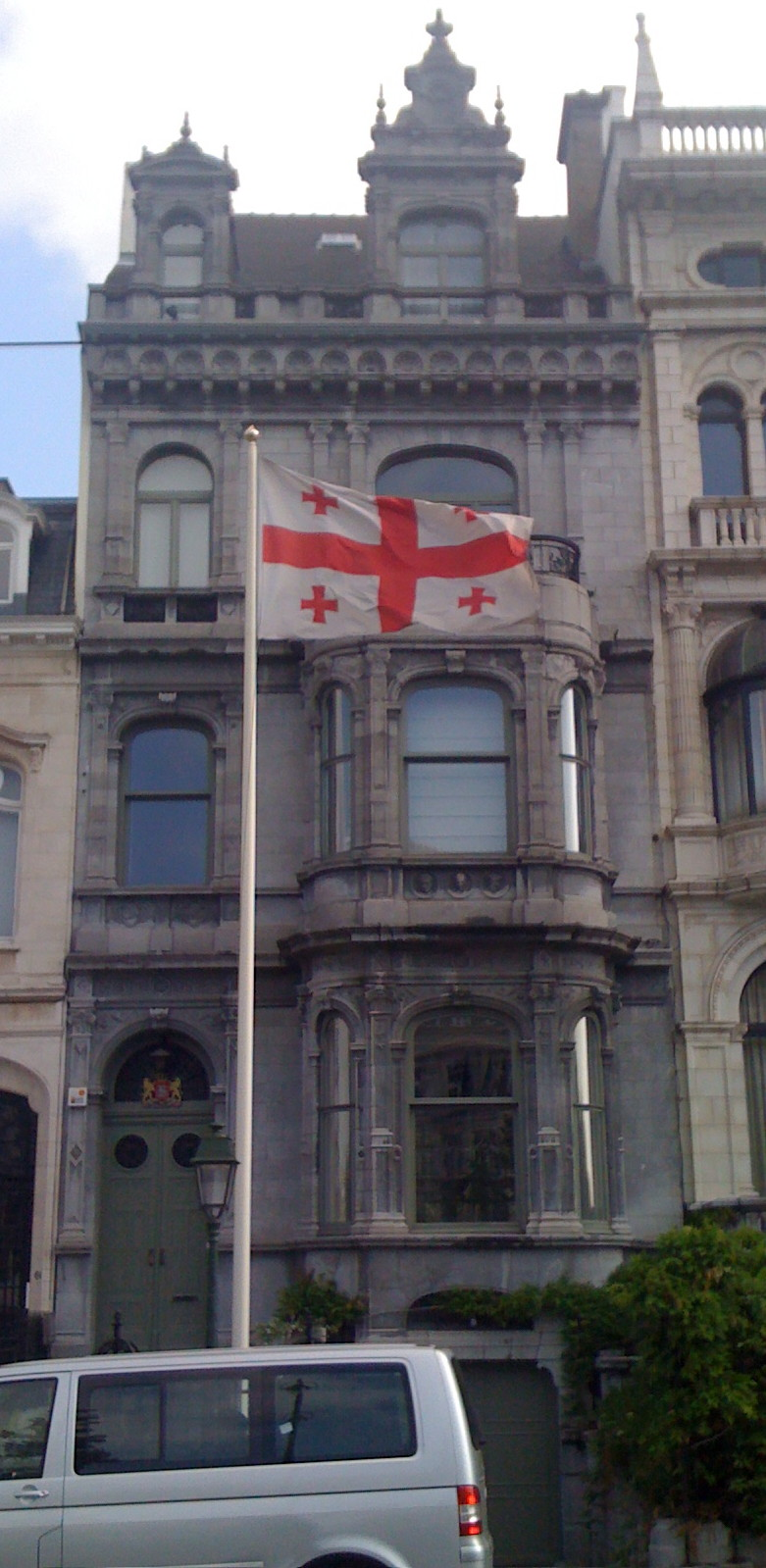
Ambassade à Bruxelles.
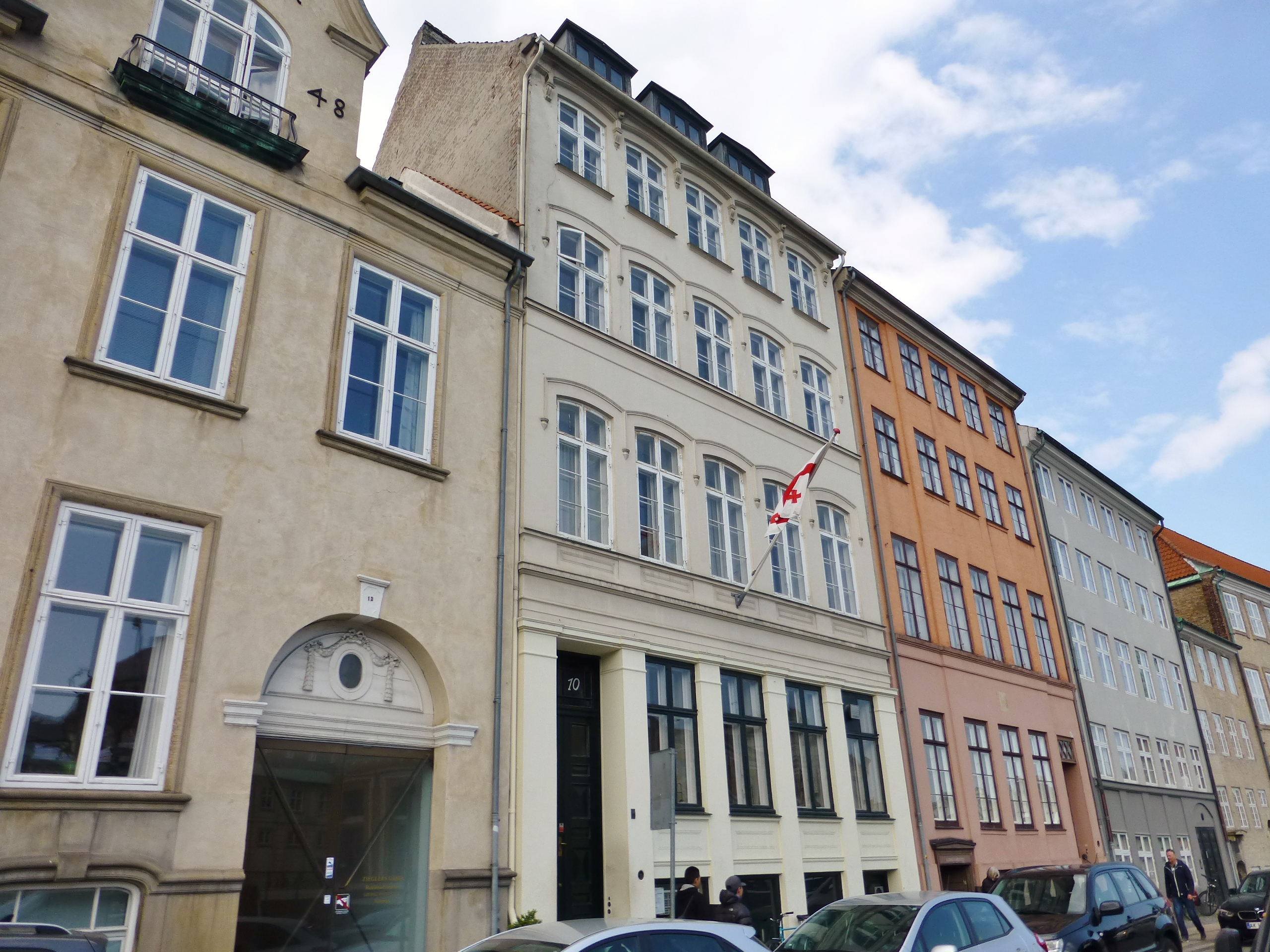
Ambassade à Copenhague.
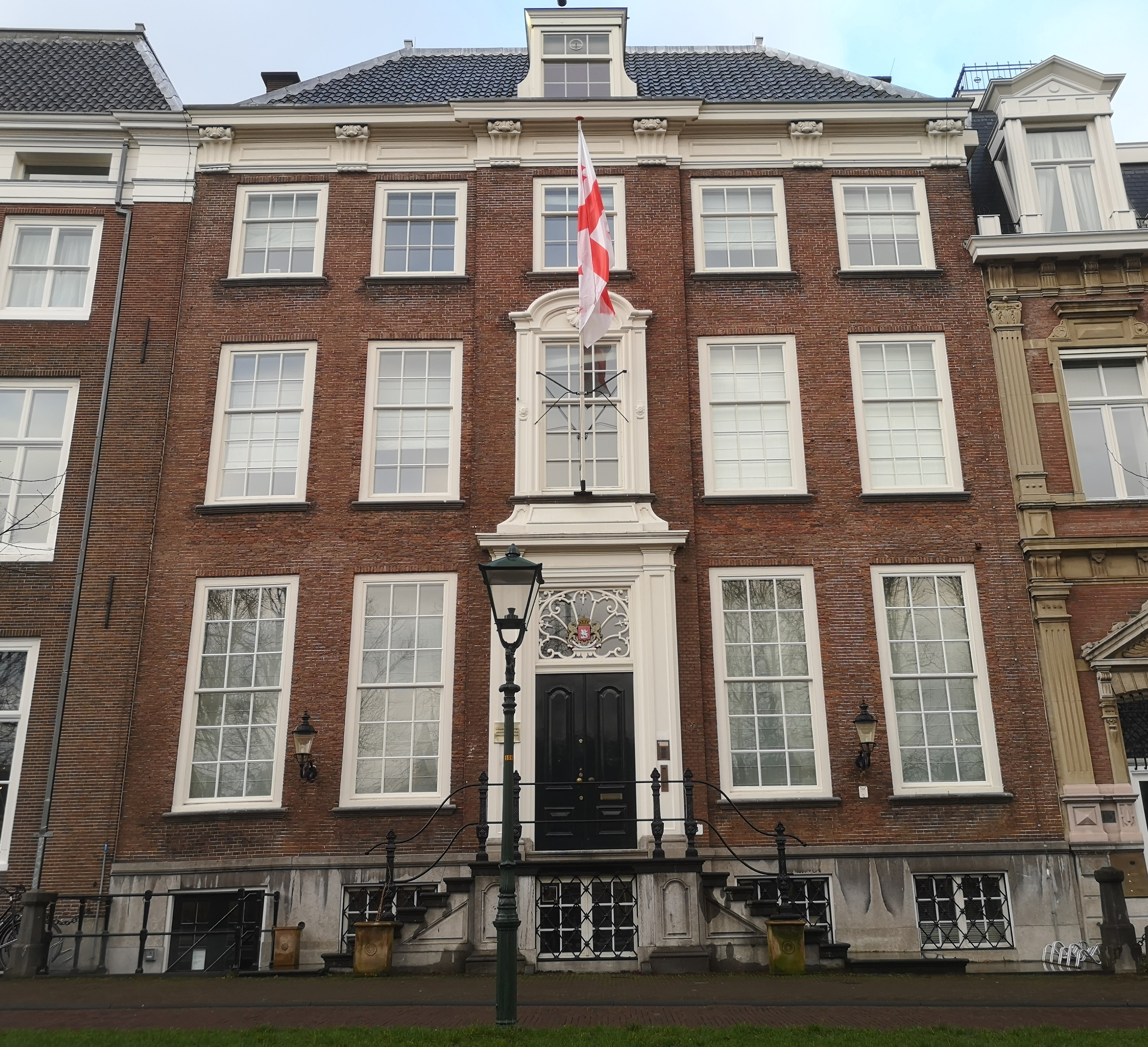
Ambassade à La Haye.
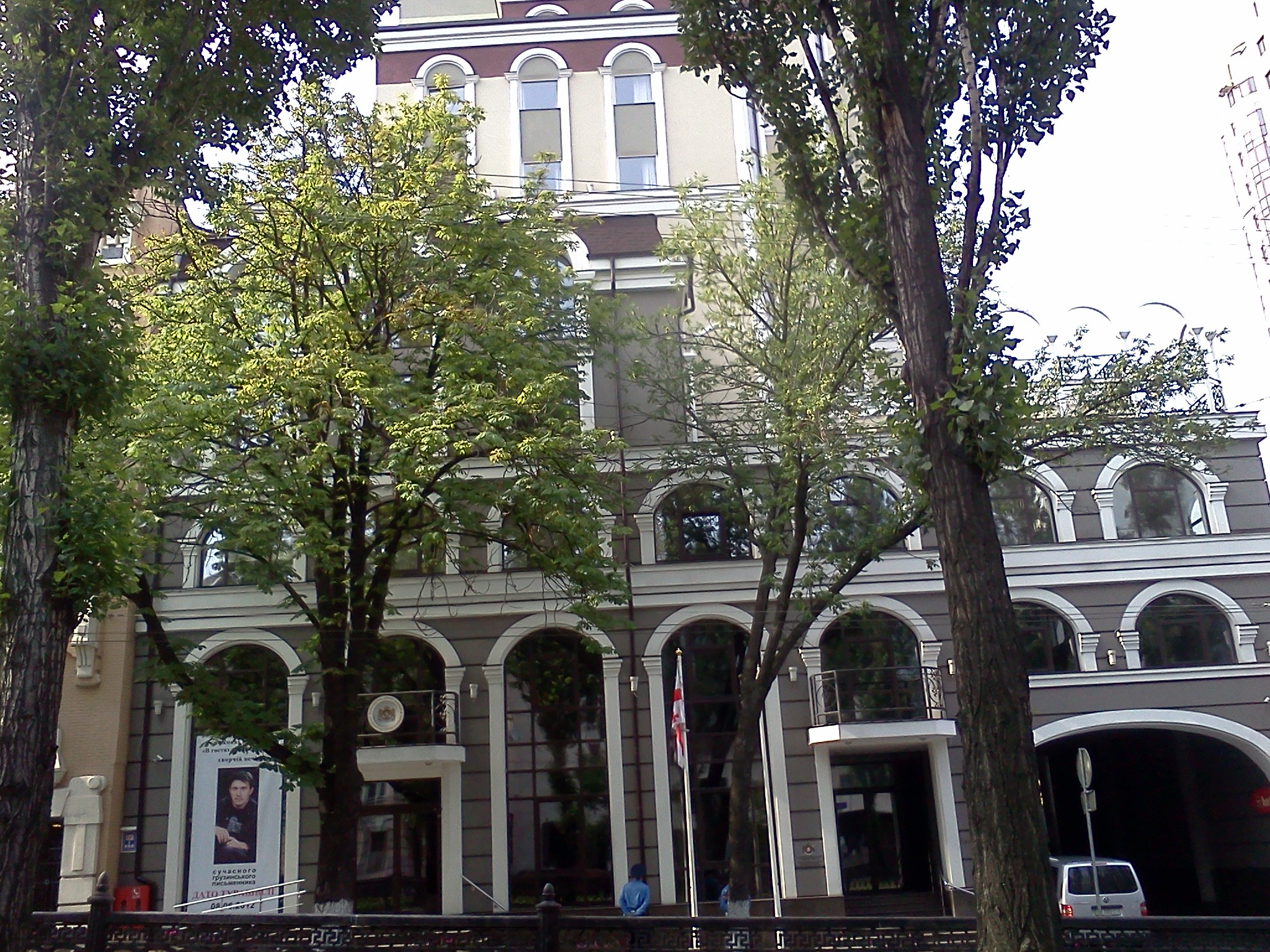
Ambassade à Kiev.
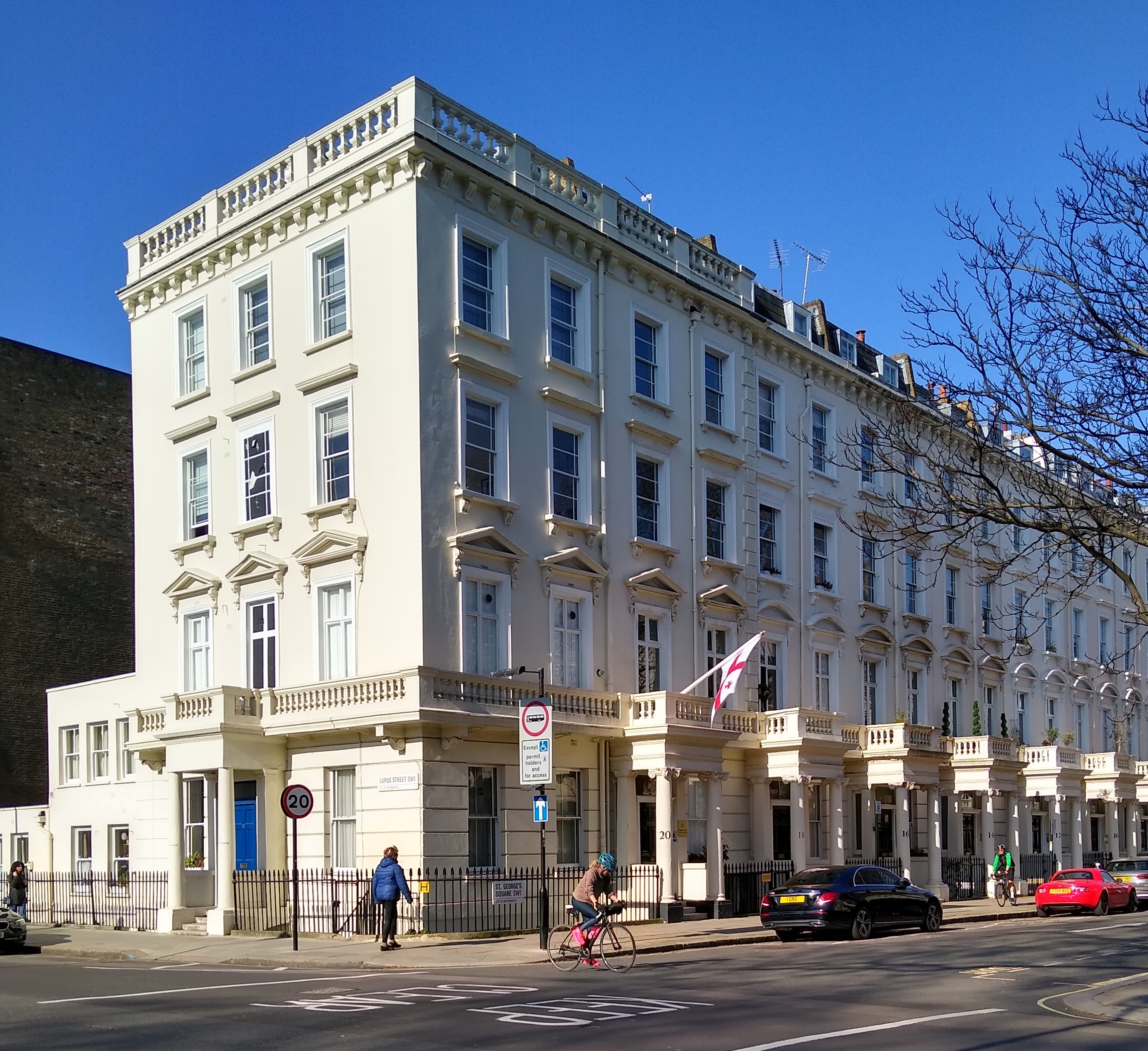
Ambassade à Londres.
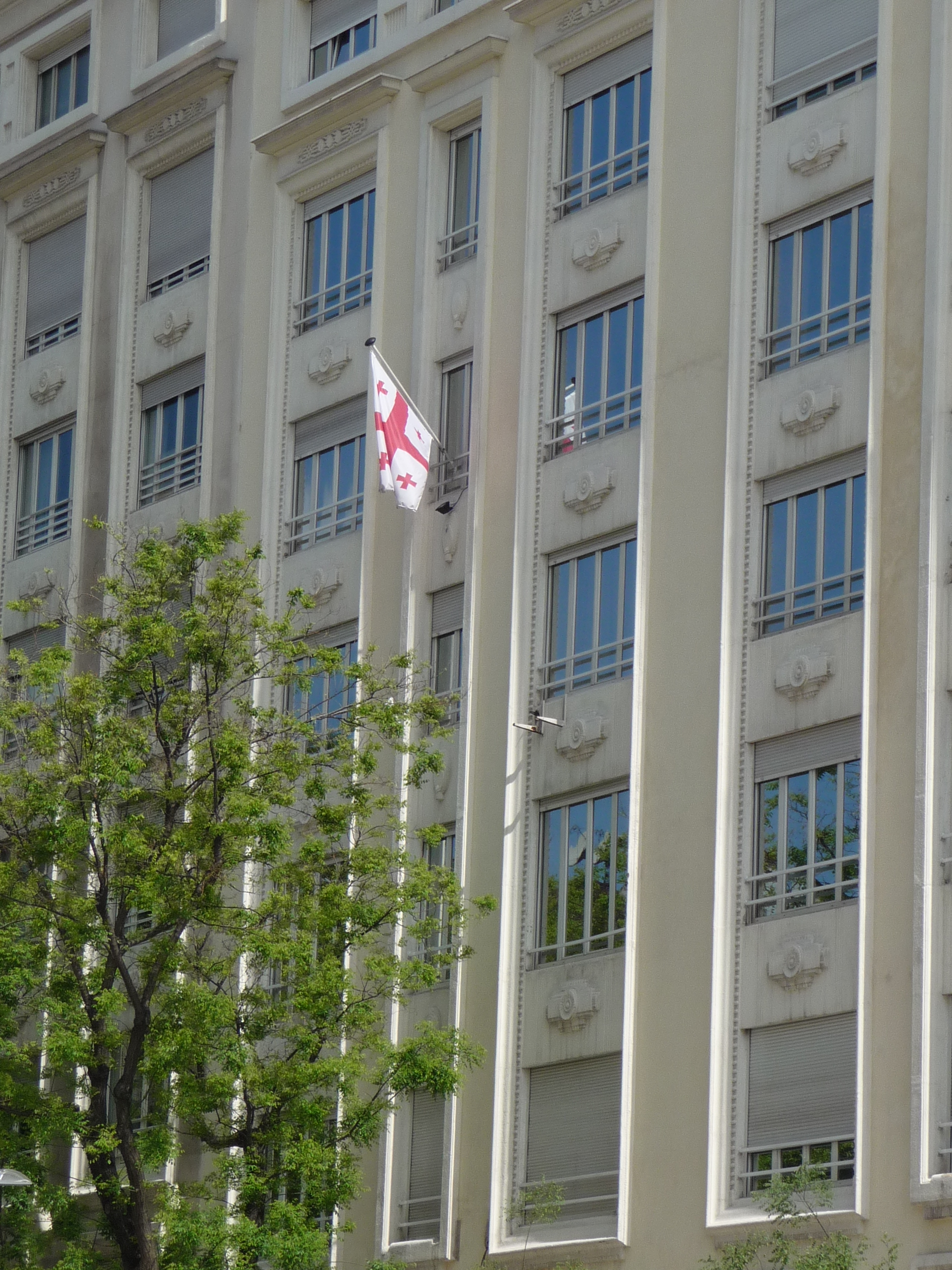
Ambassade à Madrid.
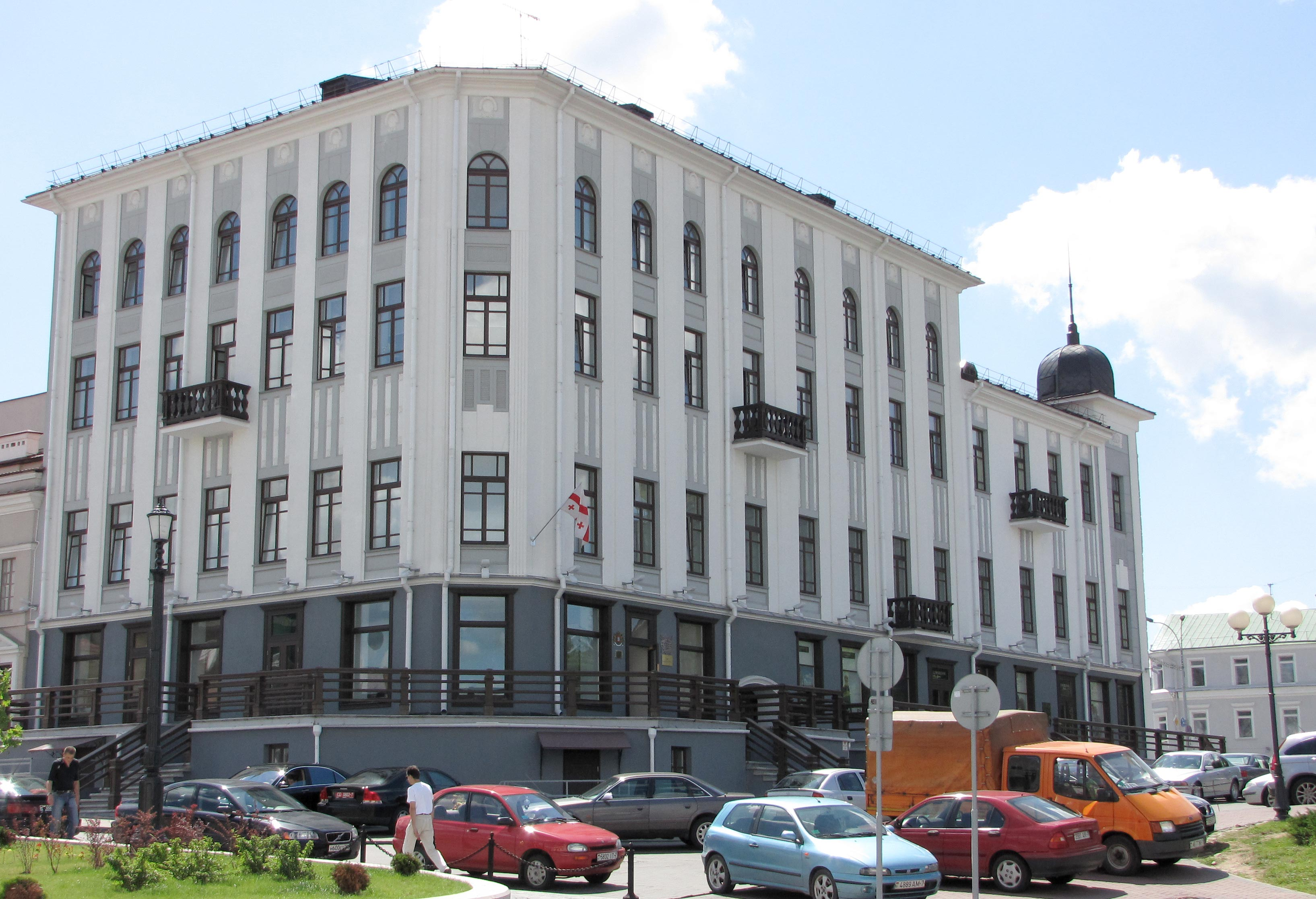
Ambassade à Minsk.
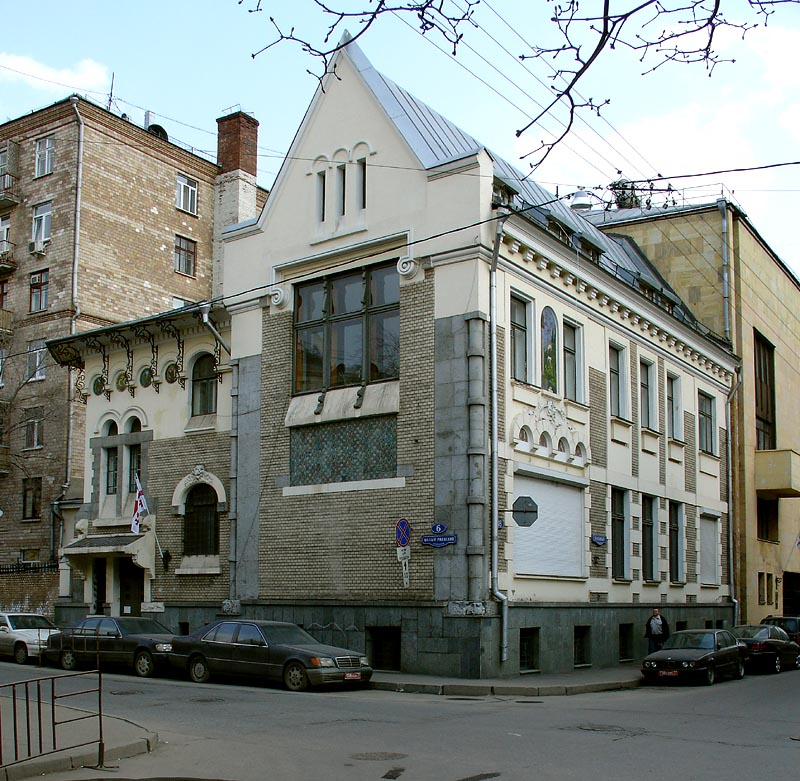
Section d'intérêt à Moscou.
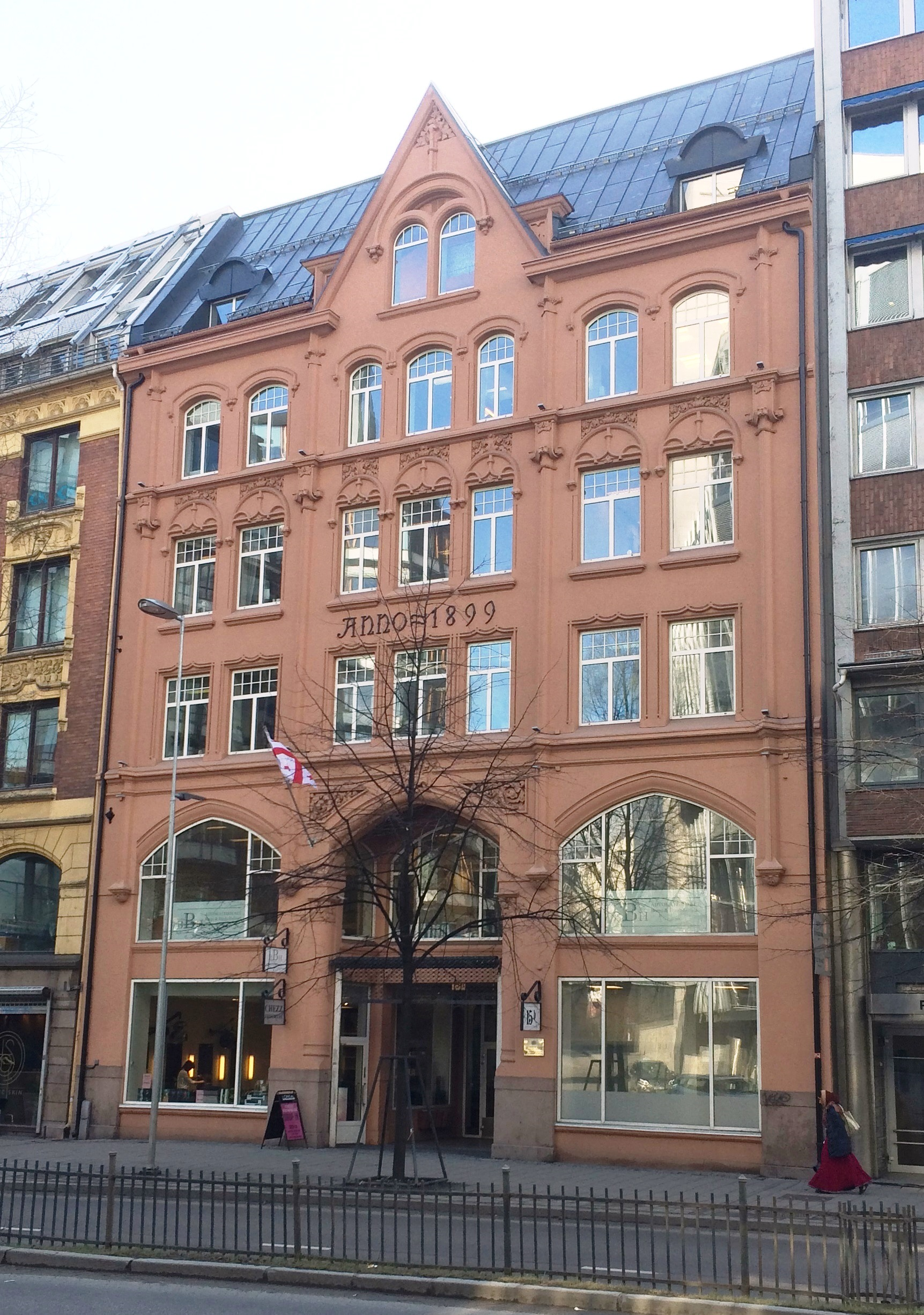
Ambassade à Oslo.
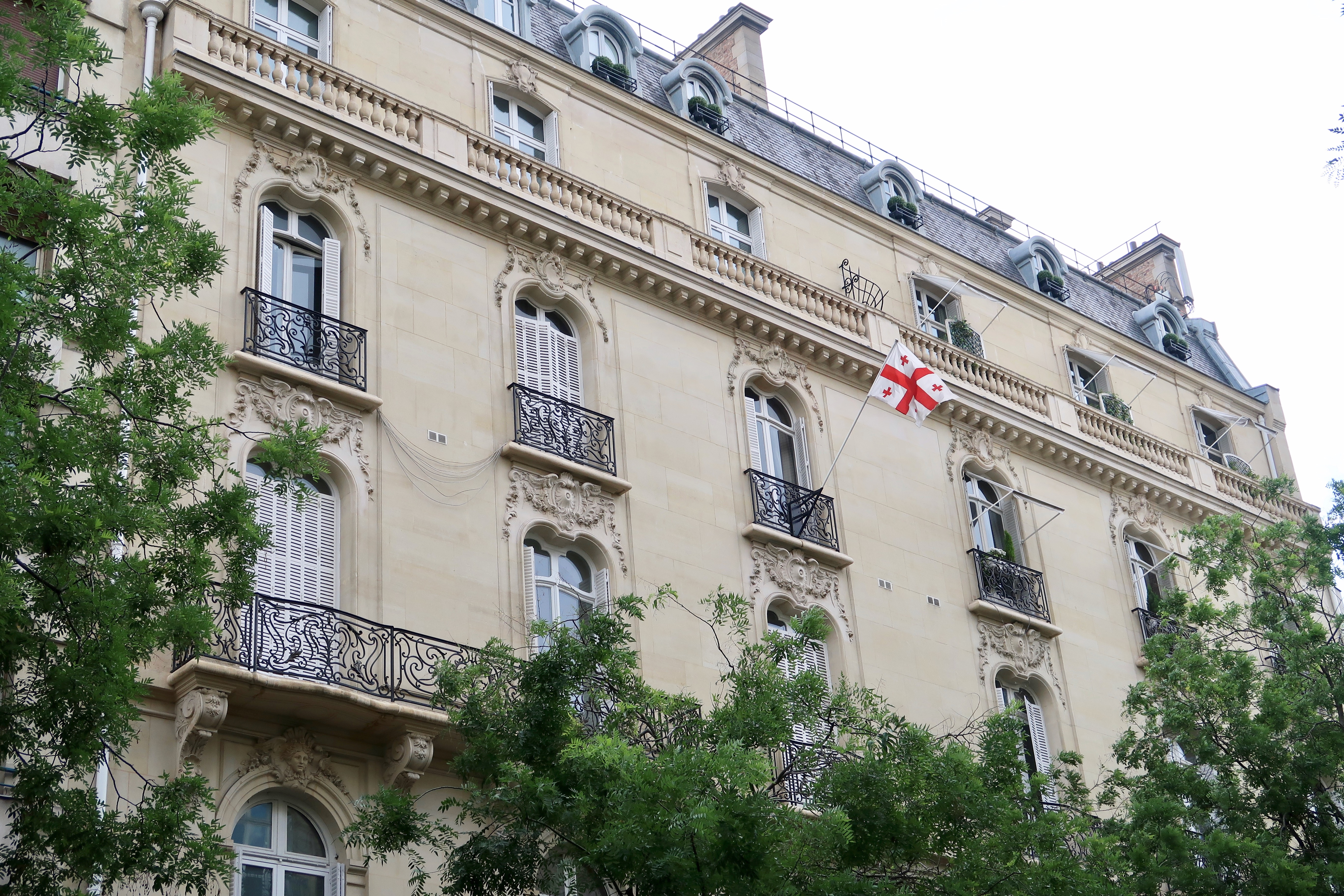
Ambassade à Paris.
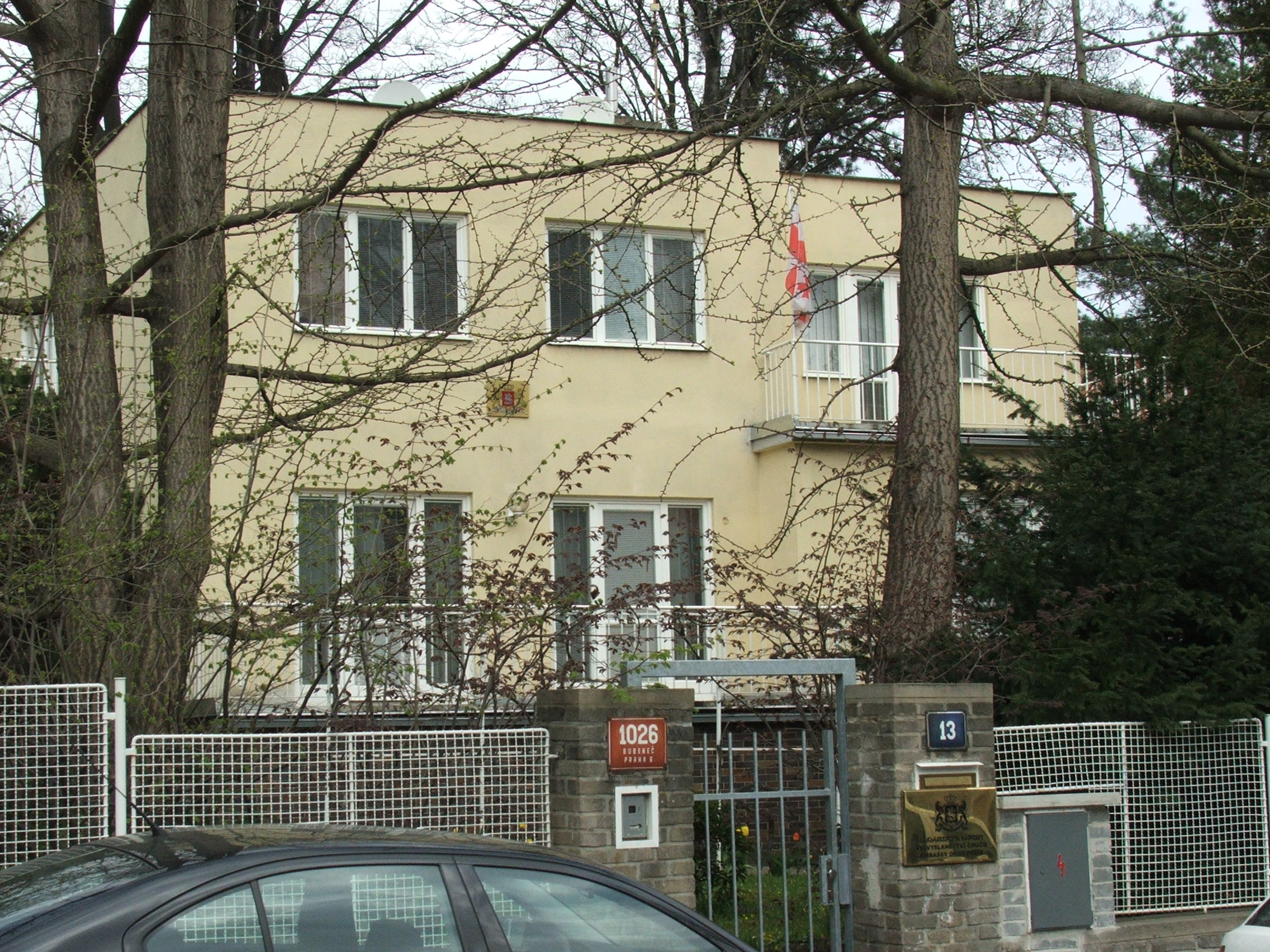
Ambassade à Prague.
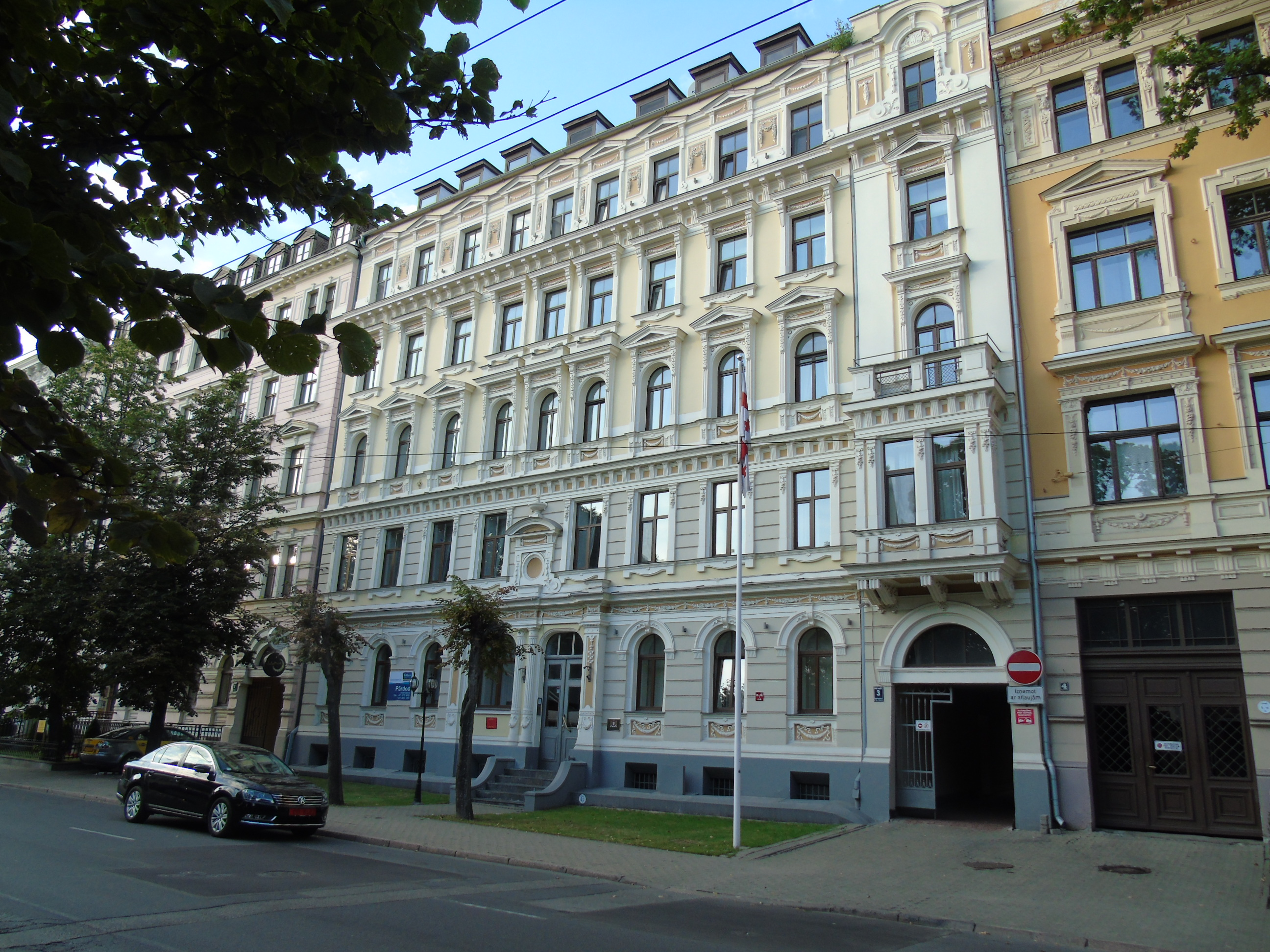
Ambassade à Riga.
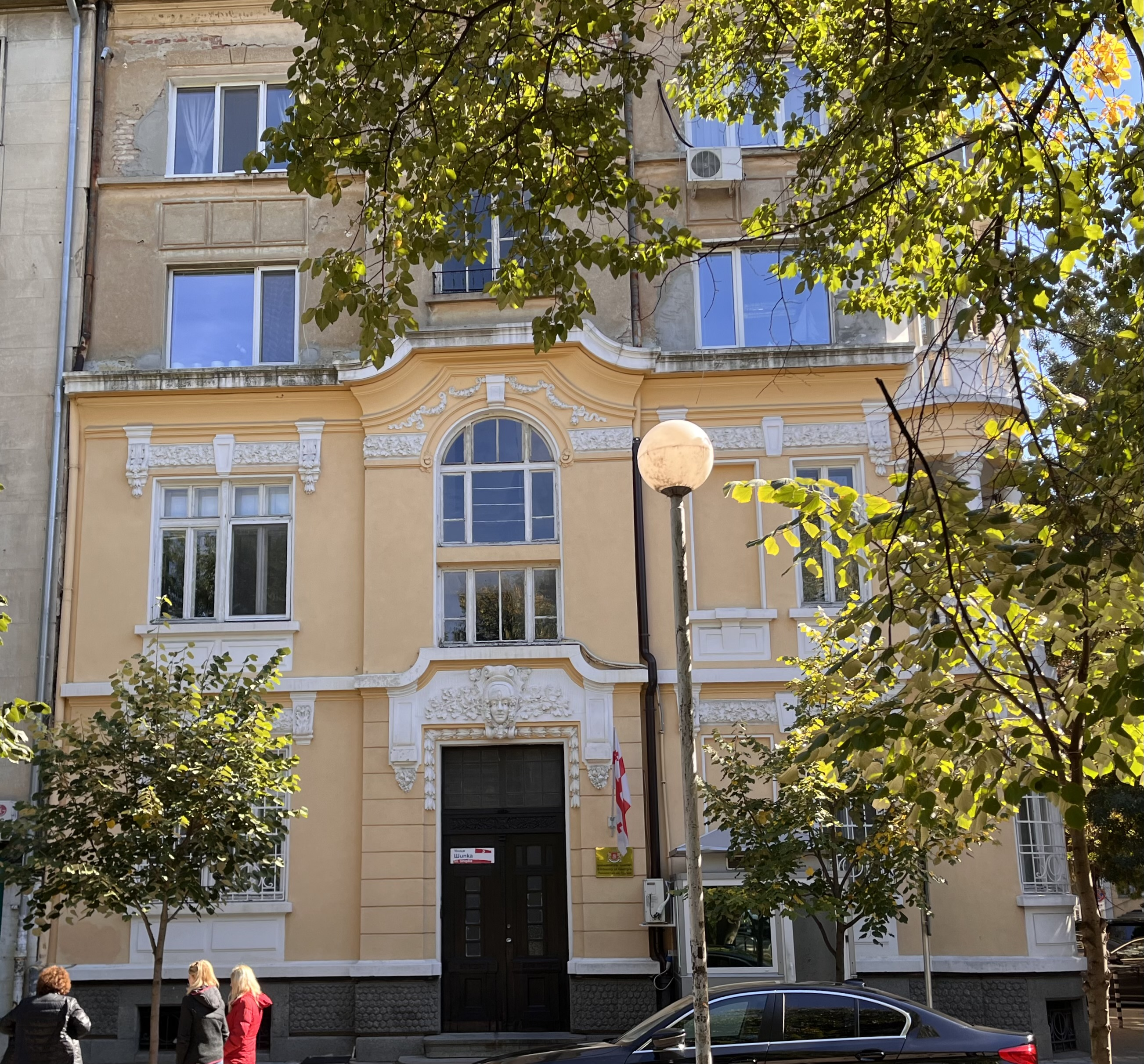
Ambassade à Sofia.
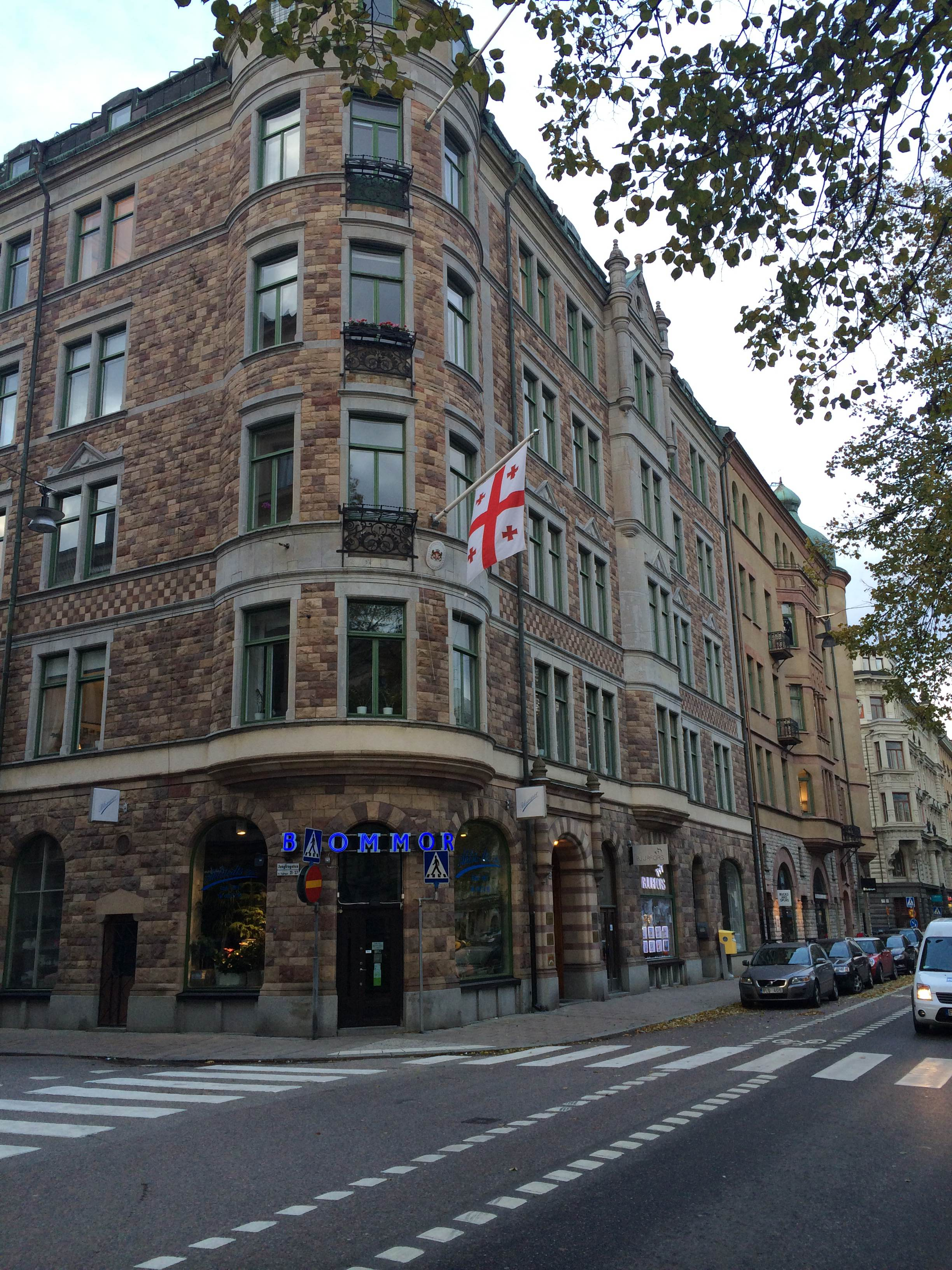
Ambassade à Stockholm.
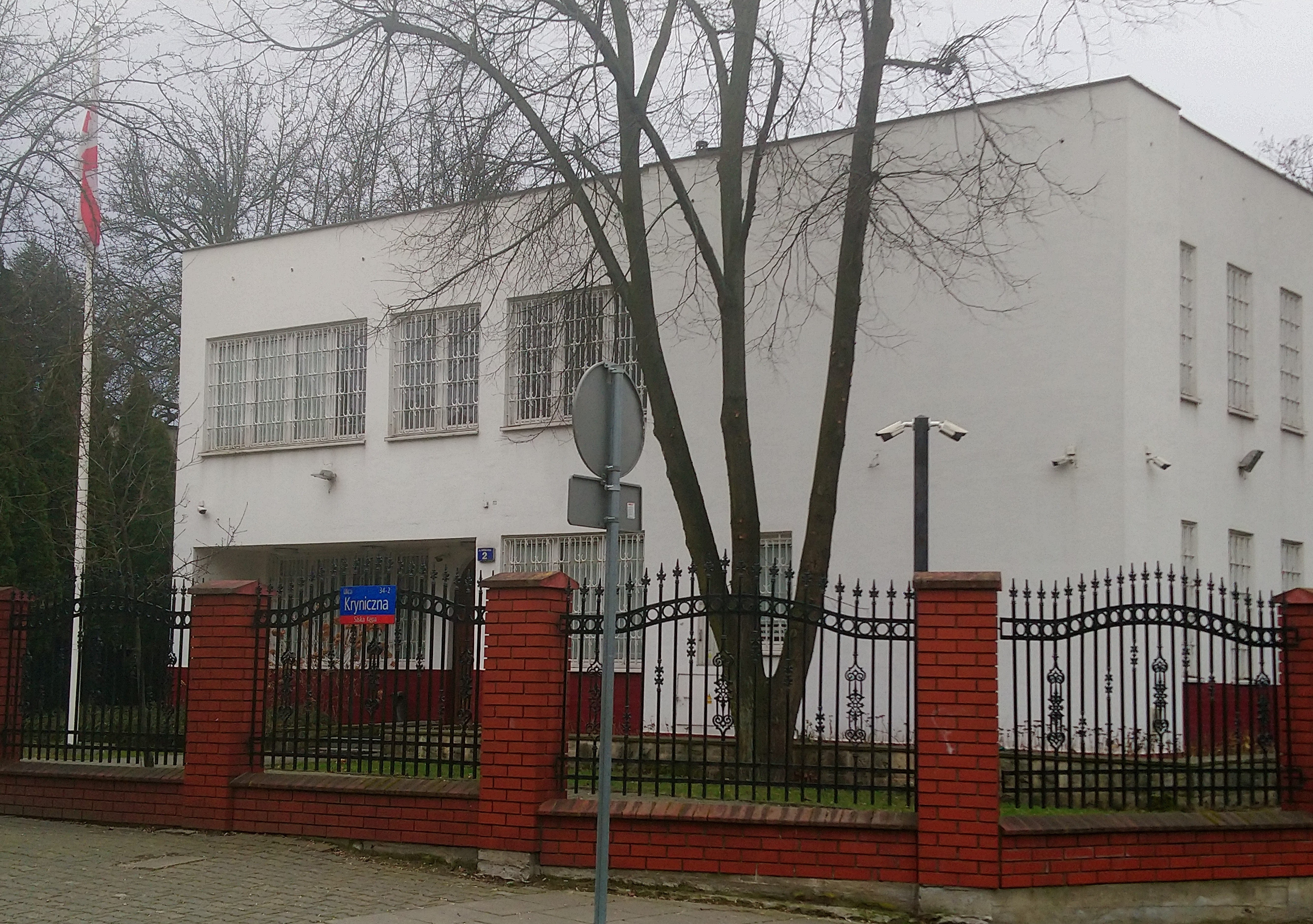
Ambassade à Varsovie.

### Océanie
| Pays hôte | Ville hôte | Représentation | Accréditation |
| --------- | ---------- | -------------- | ------------- |
| Australie | Canberra   | Ambassade      | - Fidji       |

### Organisations internationales
| Organisation        | Vile hôte  | Pays hôte  | Représentation     |
| ------------------- | ---------- | ---------- | ------------------ |
| Conseil de l'Europe | Strasbourg | France     | Mission permanente |
| Nations unies       | New York   | États-Unis | Mission permanente |
| Nations unies       | Genève     | Suisse     | Mission permanente |
| UNESCO              | Paris      | France     | Mission permanente |